# محمد علي خان والاجاه
محمد علي خان والاجاه (1717-1795) هو احد حكام مملكة نواب كرناتيك ويعتبر احد اقوى الحكام من بين حكام هذه المملكه والأكثر حروبا شهذ حكمه لنواب كرناتيك لأكثر من نصف قرن، حكمها من عام 1749م حتا وفاته
أعلن نفسه نوابًا عام 1749. كان هذا الموقف محل خلاف بين محمد علي خان والاجاه وشاندا صاحب. في عام 1752، بعد عدة اشتباكات، تم طرد قوات تشاندا صاحب وحلفائه الفرنسيين من أركوت، وإعلان والاجاه نواب رسميًا في 26 أغسطس 1765. تم الاعتراف بعهده من قبل الإمبراطور المغولي شاه علم الثاني .
محمد علي خان والاجاه حليف لشركة الهند الشرقية البريطانية يدعمهم في حروب كارناتيك ضد شاندا صاحب. خلال فترة حكمه، شهدت منطقة كارناتيك علاقات أقوى مع البريطانيين ونفوذًا متزايدًا لشركة الهند الشرقية البريطانية. وهذا أيضًا حد من النفوذ الفرنسي في المنطقة.
قام محمد علي خان والاجاه أيضًا ببناء قصر تشيبوك في عام 1768. تم بناء هذا القصر من قبل البريطاني بول بينفيلد باستخدام الهندسة المعمارية الهندية-السراسانية . أصبح المقر الرئيسي لمحمد علي خان والاجاه. بعد بناء هذا القصر، نقل والاجا العاصمة من أركوت إلى تشيبوك، التي كانت بمثابة عاصمة سلطنة كارناتيك حتى عام 1855.

## البدايه
كان محمد علي خان والاجاه من قنوجي الأصل (مولود ببلده قنوج) ويعتبر احد حكام نواب كرناتيك حكم نواب أركوت في عام 1749، ومع ذلك لم يتم تتويجه رسميًا حتى عام 1752، بعد هزيمة قوات تشاندا صاحب الذي حاول اخذ الحكم من محمد علي خان والاجاه في حصار أركوت .
غالبًا ما كان يشار إلى محمد علي خان والاجاه على أنه سوبيدار كارناتيك في رسائله ومراسلاته مع الإمبراطور المغولي شاه علم الثاني .

## فتره حكم
مُنح محمد علي خان ولاجاه ألقاب "سراج الدولة"، وأنور الدين خان بهادور، وديلوار جانغ من كارناتيك باين غاوت ومنساب من 5000 زات و5000 سوار، ماهي مراتيب، نوبات، وما إلى ذلك بواسطة فرمان الإمبراطوري في 5 أبريل 1750.
مرفوع إلى ألقاب والاجاه  وصاحب السيف والقلم (سيد السيف والقلم ) مدبر عمر علم فرزند عزيز جان  من قبل الإمبراطور شاه علم الثاني في عام 1760، تم الاعتراف به بموجب معاهدة باريس كحاكم مستقل في عام 1763 ومن قبل إمبراطور دلهي في 26 أغسطس 1765.
يتمتع والاش بسمعة طيبة بين شعبه. كما كان محبوبًا جدًا من قبل حلفائه البريطانيين. أعلن السير جون ماكفيرسون ، في رسالة إلى اللورد جورج ماكارتني في نوفمبر 1781:
كان نواب حليفًا لشركة الهند الشرقية البريطانية ، ولكن كان لديه أيضًا طموحات كبيرة للسلطة في ساحة جنوب الهند، حيث كان حيدر علي من ميسور ، والمراثا ، ونظام حيدر أباد منافسين دائمين. يمكن أن يكون النواب أيضًا غير متوقعين ومخادعين، وكان إخلاله بوعده بفشله في تسليم تيروتشيرابالي إلى حيدر علي في عام 1751 هو السبب الجذري للعديد من المواجهات بين حيدر علي والبريطانيين. ]
عندما اجتاح حيدر علي نهر كارناتيك باتجاه أركوت في 23 يوليو 1780، بجيش يقدر بنحو 86-100000 رجل، لم يكن النواب، ولكن البريطانيون هم من أثاروا غضب حيدر علي، من خلال الاستيلاء على ميناء ماهي الفرنسي الذي كان تحت حمايته. دارت معظم الحرب التي تلت ذلك على أراضي نواب.
بحلول ثمانينيات القرن الثامن عشر، كانت سلطنة كارناتيك مدينة بالديون بسبب الصراعات السابقة. بسبب تحالف والاجا مع البريطانيين كان لذلك تأثير سلبي على شركة الهند الشرقية . 
للدفاع عن أراضيه، دفع نواب للبريطانيين 400 ألف معبد سنويًا (حوالي 160 ألف جنيه إسترليني) وتم نشر 10 كتائب من أصل 21 كتيبة من جيش مدراس لحماية حصونه. حصل البريطانيون على دخلهم من الجاجير (منح الأراضي). 

## الحروب والمعارك التي قادها

### حصار تريشينوبولي
بعد معركة أمبور عام 1749، التي قُتل فيها والد محمد علي خان والاجاه الذي هو أنور الدين محمد خان ، فر محمد علي خان والاجاه إلى تريشينوبولي. كان شاندا صاحب ، بمساعدة جوزيف فرانسوا دوبليكس ، قد خطط لمحاصرة محمد علي خان والاجاه هناك في عام 1749، لكن الحاجة إلى التمويل والمؤن دفعته إلى محاصرة تانجور أولاً، ودفعته تحركات أعداء شاندا صاحب المراثا إلى رفع هذا الحصار والتحرك شمالًا إلى مواجهة التهديد الجديد.
في أبريل 1752، قامت التعزيزات البريطانية بقيادة سترينجر لورانس وروبرت كلايف بمساعدة والاجا. في 9 أبريل، قام لورانس بالتقاطع مع القوات المرسلة من تريشينوبولي ووصل إلى داخل الخطوط. بعد يومين قاد طلعة جوية ضد المحاصرين، مما دفع لو إلى رفع الحصار والتراجع إلى جزيرة سريرانغام .
تفاوض تشاندا في النهاية على الاستسلام لقوات المراثا من تانجور التي وصلت لمساعدة البريطانيين، معتقدًا أن هذا أفضل من الاستسلام للبريطانيين.

### حصار أركوت

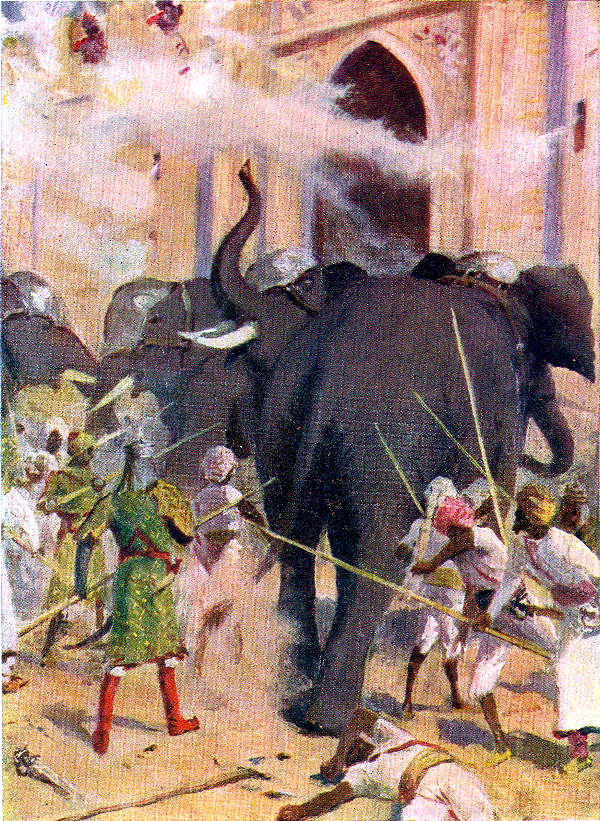
والاجاه وحلفاؤه البريطانيون يهاجمون فيل الحرب تشاندا صاحب

في 26 أغسطس 1751، أرسل محمد علي خان والاجاه 600 جندي لإقالة أركوت. وكان يدعمه 200 جندي بريطاني من أصل 350 جنديًا. سار هؤلاء الجنود الـ 200 و300 سيبوي آخرين مع 3 بنادق صغيرة وثمانية ضباط أوروبيين نحو أركوت من مدراس. 
عندما علم تشاندا صاحب بخسارة أركوت، أرسل على الفور 4000 من أفضل قواته مع 150 جنديًا فرنسيًا، تحت قيادة ابنه رضا صاحب ، لاستعادتها. في 23 سبتمبر، دخل رضا صاحب المدينة واستثمر الحصن بجيش قوامه 2000 جندي نظامي محلي، و5000 جندي غير نظامي، و120 أوروبيًا، و300 من سلاح الفرسان.
في 14 نوفمبر، هاجم رضا صاحب القوات البريطانية المتحالفة مع محمد علي خان والاجاه خلال مهرجان المحرم ، تخليدًا لذكرى حسن بن ولاجاه. في 13 نوفمبر، نبه جاسوس كلايف إلى الهجوم القادم. حيث كان الخندق جافًا، صعد المهاجمون بجرأة كبيرة، لكن النيران البريطانية كانت ثقيلة وموجهة بشكل جيد لدرجة أنهم لم يحرزوا أي تقدم. انتصر والاجا والقوات البريطانية.  بعد هذه المعركة، تم إعلان والاجا رسميًا نواب أركوت .

### معركة الصخرة الذهبية

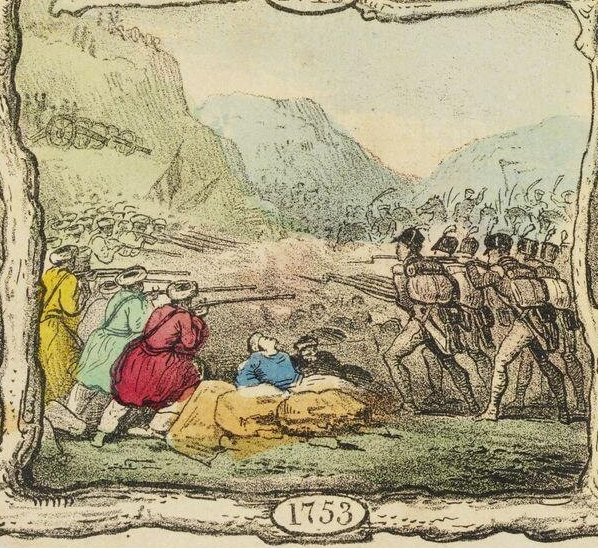
رجال والاجا يساعدون البريطانيين في معركة جولدن روك عام 1753.

في 26 يونيو 1753، دعم محمد علي خان والاجاه القوات البريطانية ضد الفرنسيين، بمساعدة القوات الميسورية بقيادة السيد أستروك،  أرسل محمد علي خان والاجه رجاله لمساعدة البريطانيين. كما التقى بالقائد البريطاني سترينجر لورانس وناقش تحالفهما. انتصر البريطانيون في هذه المعركة وحافظوا على نفوذهم في منطقة تريتشينوبولي

## قصر تشيبوك

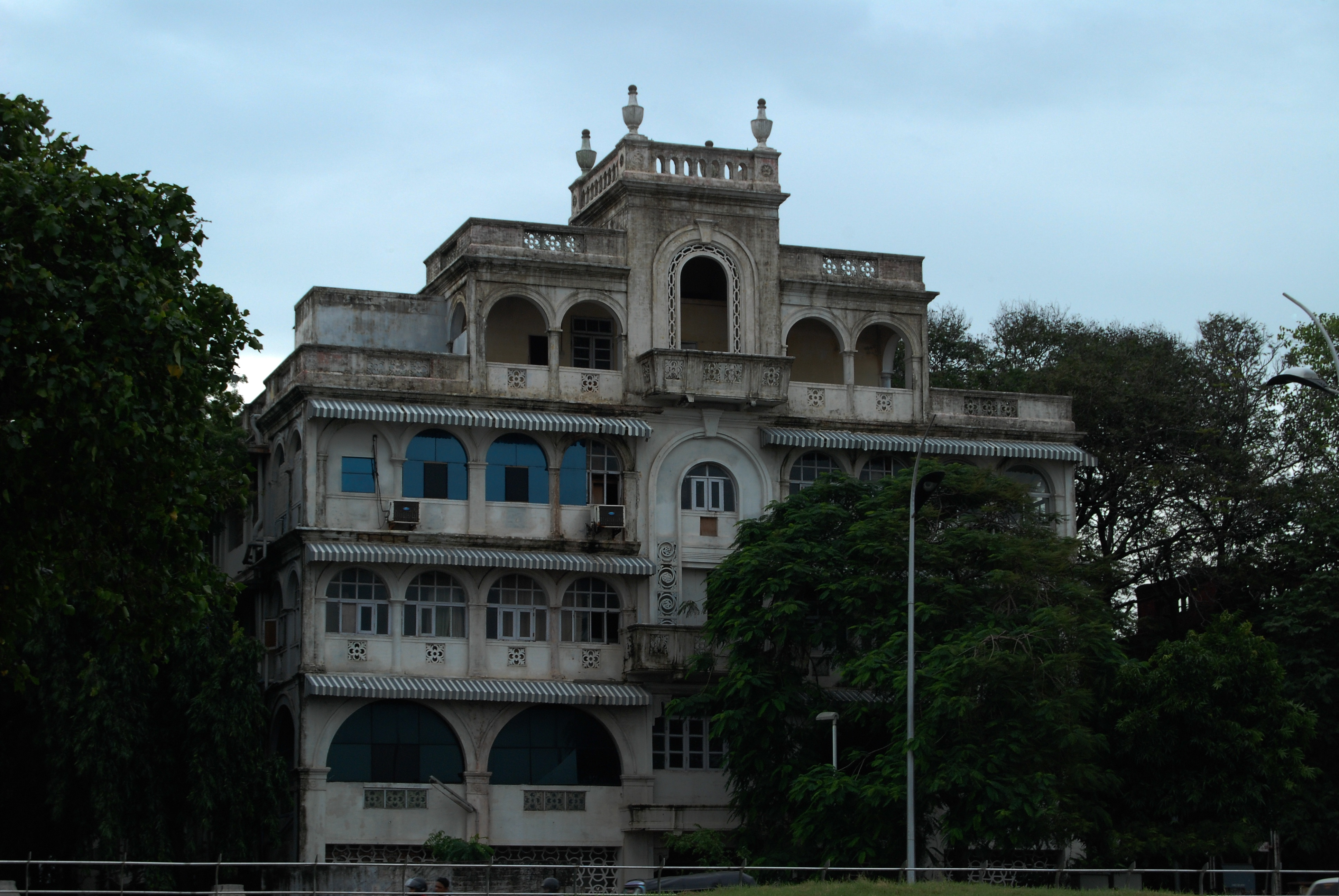
قصر تشيبوك

في عام 1764، بعد حروب كارناتيك ، أراد محمد علي خان والاجاه بناء قصر داخل حدود حصن سانت جورج البريطاني. سيكون هذا بمثابة مقر إقامته وعلاقات أوثق مع شركة الهند الشرقية.  ولكن بسبب قيود المساحة، تم إلغاء هذه الخطة. وبدلاً من ذلك، قام والاجا ببناء قصر في تشيبوك والذي أصبح في النهاية العاصمة.
تم بناؤه من قبل المهندس بول بنفيلد ، الذي أكمله في عام 1768. كان أحد المباني الأولى في الهند التي تم بناؤها على الطراز الهندوسي الهندي . وفقًا للمؤرخ س. موثيا : "بول بنفيلد، مهندس في شركة الهند الشرقية تحول إلى مقاول، وكان يتمتع بسمعة طيبة 
تم الانتهاء من بناء القصر في عام 1768. يتكون القصر من كتلتين هما كالاس محل وهمايون محل. أصبح كالاس محل المقر الرسمي لمحمد علي خان والاجاه. 
في الأصل كان همايون محل عبارة عن طابق واحد  مع قاعة ديوان الخانا دوربار  في وسطها والتي كانت هناك قبة. لتحويل همايون محل، قام تشيشولم بإزالة البرج وإضافة طابق أول وسقف مدراس. وأضاف أيضًا واجهة مطابقة لـ خالصة محل، والتي يمكن رؤيتها من محمد علي خان والاجة سالاي . وللتعويض عن إزالة القبة، أضاف أيضًا مدخلًا شرقيًا جديدًا، على طراز خالصة محل أيضًا، المواجه للشاطئ. النفوذ السياسي
لفترة من الوقت كان وضع النواب عاملاً مهمًا في سياسة وستمنستر. لقد اقترض النواب بكثافة. وكان العديد من مسؤولي شركة الهند الشرقية، في الهند أو في المملكة المتحدة، من دائنيه.

## موت
توفي بسبب التسمم بالغرغرينا في مدراس في 13 أكتوبر 1795. تم دفنه خارج بوابة تيريوشيراببالي.
i وخلفه ابنه عمدة الأمراء ، الذي اتُهم لاحقًا بدعم تيبو سلطان وريث حيدر علي خلال الحرب الأنجلو ميسور الرابعة .

## أنظر أيضا
- نواب أركوت